# Степногутовский сельсовет
Степногутовский сельсовет — сельское поселение в Тогучинском районе Новосибирской области Российской Федерации.
Административный центр — село Степногутово.

## История
Статус и границы сельского поселения установлены Законом Новосибирской области от 2 июня 2004 года № 200-ОЗ «О статусе и границах муниципальных образований Новосибирской области»

## Население
| 2002 | 2010 | 2012 | 2013 | 2014 | 2015 | 2016 |
| ---- | ---- | ---- | ---- | ---- | ---- | ---- |
| 1054 | ↘836 | ↘804 | ↘782 | ↗786 | ↘779 | ↘753 |
| 2017 | 2018 | 2019 | 2020 | 2021 |      |      |
| ↘752 | ↗761 | ↗762 | ↘742 | ↘711 |      |      |

## Состав сельского поселения
| № | Населённый пункт | Тип населённого пункта       | Население |
| - | ---------------- | ---------------------------- | --------- |
| 1 | Колтырак         | деревня                      | ↘138      |
| 2 | Мокрушино        | село                         | ↘109      |
| 3 | Степногутово     | село, административный центр | ↘589      |